# Fabis Buteons
Els Fabis Buteons (en llatí: Fabii Buteones) foren una família de la gens Fàbia. La família sorgí cap a mitjan segle iii aC, i diversos membres assoliren el consolat. Es coneixen membres de la família fins al segle i aC. Sembla que el seu origen és en algun membre dels Fabi Ambust, segurament el pare o l'avi dels germans Numeri i Marc Fabi Buteó.
Pel que fa a l'origen del cognom, en llatí buteo és un aucell rapinyaire, semblant a un falcó, de gran valor entre la disciplina dels àugurs. Plini el Vell diu que l'origen del nom de la família rau en un presagi favorable que hauria rebut el primer de portar el cognom: segons Plini, un falcó s'hauria posat sobre la proa de la seva nau, i, prenent això com a auspici molt favorable, hom li hauria atribuït aquest sobrenom, posteriorment heretat pels seus descendents. Aquest fet podria haver succeït durant les Guerres Pírriques, que és quan es documenta per primera vegada el cognom.
No obstant això, hi ha altres interpretacions possibles. Tenint en compte les monedes batudes cap al 89 aC per un cert Gai Fabi, en què apareix sempre un aucell de marjal, hom ha pensat que Plini es devia confondre d'animal, atès que el significat més habitual de buteo és el del rapinyaire. D'altra banda, també es podria tractar d'una forma secundària, oblidada en temps de Plini, d'un altre mot (com ara pusio 'infant'). Finalment, hom ha proposat que podria tenir a l'origen un cas més del ver sacrum (en), en què un animal totèmic guia un grup humà. En qualsevol cas, sembla probable que la història de Plini fos una llegenda sense base històrica, creada per explicar el nom de la família i atorgar-li noblesa, semblant a la història de Marc Valeri Corvus.
Alguns membres de la família van ser:
- Numeri Fabi Buteó, cònsol l'any 247 aC
- Marc Fabi Buteó, cònsol el 245 aC,[4] germà de l'anterior
- Fabi Buteó, fill de l'anterior, sentenciat a mort pel seu propi pare el 220 aC
- Marc Fabi Buteó, fill de l'anterior, pretor a Sardenya el 201 aC
- Quint Fabi Buteó, pretor a Hispània el 196 aC
- Quint Fabi Buteó, pretor a la Gàl·lia el 181 aC
- Numeri Fabi Buteó, pretor romà el 173 aC
- Quint Fabi Buteó, qüestor el 134 aC
- Buteó (orador), orador romà del segle i aC